# Ramnulf Ier de Poitiers
Ramnulf Ier, Rainulf Ier ou Renoul Ier de Poitiers (mort en octobre 866), est comte de Poitiers, duc d'Aquitaine de 854 à 866 et abbé de Saint-Hilaire de 841 à 866, à l'origine de la lignée des Ramnulfides.

## Biographie
Il est le fils de Gérard, comte d'Auvergne, fidèle partisan de l'empereur Louis le Pieux, puis à la mort de ce dernier, du roi Charles le Chauve. Gérard d'Auvergne est mort en 841 lors de la bataille de Fontenoy-en-Puisaye qui opposa les forces de Louis le Germanique et de Charles le Chauve d'une part à celle de leur frère aîné Lothaire Ier et de leur neveu Pépin II d'Aquitaine,,.
Selon le chroniqueur Adémar de Chabannes, il est nommé comte de Poitiers en 840, après que Louis le Pieux eut déposé le comte Émenon, coupable d'avoir soutenu la révolte de Pépin II d'Aquitaine. Cette affirmation pose cependant un problème chronologique, car Ramnulf est alors âgé d'au plus quinze ans, ce qui est plutôt jeune pour organiser la défense d'un comté particulièrement exposé aux Vikings. Si Louis le Pieux avait voulu favoriser la famille de Ramnulf, il aurait pu confier le comté à son père Gérard d'Auvergne ou à son oncle Guillaume, alors encore vivants. La date de 854, qui correspond à la mort d’Ebroïn, évêque de Poitiers, semble plus plausible. C'est en tout cas la date effective de l'entrée en fonction de Ramnulf comme comte de Poitiers.
En 864, il surprend une troupe de Normands qui ravage son comté, et fait prisonnier Pépin II d'Aquitaine, qui s’était allié à eux. Il le livre à Charles le Chauve, qui le fait tonsurer et cloîtrer à Senlis où il serait mort quelque temps après.  
En concertation avec Robert le Fort, il combat les Vikings qui pillent la vallée de la Loire et particulièrement leur chef Hasting. Ils parviennent à le surprendre à proximité de Châteauneuf-sur-Sarthe, alors qu'il vient de piller Le Mans. Les Vikings se réfugient dans l'église de Brissarthe qui est assiégée par les Francs. Les Vikings effectuent une sortie le 15 septembre 866, au cours de laquelle Robert le Fort est tué et Ramnulf grièvement blessé d'une flèche viking. Il meurt de ses blessures peu après, en octobre 866.

## Famille

### Les certitudes
- Selon Adémar de Chabannes, Ramnulf est fils de Gérard, comte d'Auvergne, et neveu de Guillaume[9].
- La Vita Hludovici Pii indique que Gérard d'Auvergne est un gendre (gener) de Pépin Ier d'Aquitaine[10].
- Le moine et chroniqueur Abbon de Fleury, dans De Bellis Parisiacæ urbis et Odonis comitis, indique qu'Ebles, abbé de Saint-Denis, fils de Ramnulf Ier, est le nepos de l'abbé Gauzlin, identifié à un fils homonyme du comte Rorgon Ier du Maine. Le prénom du comte Gauzbert, autre fils de Ramnulf Ier, renforce cette parenté avec les comtes du Maine.
- Adémar de Chabannes raconte qu'au début des années 850, Ramnulf, comte de Poitiers, et Raino, comte d'Herbauges, son consanguineus, combattent les Vikings qui avaient attaqué Briliaco villa[11]. Raino, ou Ragenold est par ailleurs connu comme étant un Rorgonide : c'est en effet à ce dernier que le roi confie la tutelle des enfants de Gauzfrid du Maine, mort en 878.
- Enfin, Adémar de Chabannes précise que le comte Géraud d'Aurillac, à qui a été confié la tutelle d'Ebles Manzer, fils de Ramnulf II, décide de le confier à Guillaume le Pieux, un cousin de Ramnulf II[12].

### L'hypothèse classique
À partir de ces informations, Léon Levillain a dressé le tableau généalogique suivant, qui est encore admis par les historiens, :
|                       |                       |                       |                       |                                       |                                       |                                       |                                       |                                         |                                         |                                         |                                         |                                                                    |                                                                    |                                                                    |                                                                    |                                                                    |                                                                    |            |            |            |            |        |        |            |            |            |            |                                                   |                                                   | Pépin Ier roi d'Aquitaine x822 Ringarde           |                                                   |                                                   |                                                   |                    |                    |                                                |                                                |                                                |                                                |                                                |                                                |                                     |                                     |                                                                    |                                                                    |                                                                    |                                                                    |                                                                    |                                                                    |                                        |                                        |                                        |                                        |  |  |
|                       |                       |                       |                       |                                       |                                       |                                       |                                       |                                         |                                         |                                         |                                         |                                                                    |                                                                    |                                                                    |                                                                    |                                                                    |                                                                    |            |            |            |            |        |        |            |            |            |            |                                                   |                                                   |                                                   |                                                   |                                                   |                                                   |                    |                    |                                                |                                                |                                                |                                                |                                                |                                                |                                     |                                     |                                                                    |                                                                    |                                                                    |                                                                    |                                                                    |                                                                    |                                        |                                        |                                        |                                        |  |  |
|                       |                       |                       |                       |                                       |                                       |                                       |                                       |                                         |                                         |                                         |                                         |                                                                    |                                                                    |                                                                    |                                                                    |                                                                    |                                                                    |            |            |            |            |        |        |            |            |            |            |                                                   |                                                   |                                                   |                                                   |                                                   |                                                   |                    |                    |                                                |                                                |                                                |                                                |                                                |                                                |                                     |                                     |                                                                    |                                                                    |                                                                    |                                                                    |                                                                    |                                                                    |                                        |                                        |                                        |                                        |  |  |
| Rotrude (mort en 810) | Rotrude (mort en 810) | Rotrude (mort en 810) | Rotrude (mort en 810) | Rotrude (mort en 810)                 | Rotrude (mort en 810)                 |                                       |                                       | Rorgon Ier (mort en 840) comte du Maine | Rorgon Ier (mort en 840) comte du Maine | Rorgon Ier (mort en 840) comte du Maine | Rorgon Ier (mort en 840) comte du Maine | Rorgon Ier (mort en 840) comte du Maine                            | Rorgon Ier (mort en 840) comte du Maine                            |                                                                    |                                                                    | Bilichilde                                                         | Bilichilde                                                         | Bilichilde | Bilichilde | Bilichilde | Bilichilde |        |        |            |            |            |            |                                                   |                                                   | Ne (mort vers 823)                                | Ne (mort vers 823)                                | Ne (mort vers 823)                                | Ne (mort vers 823)                                | Ne (mort vers 823) | Ne (mort vers 823) |                                                |                                                |                                                |                                                | Gérard cte d'Auvergne (mort en 841)            | Gérard cte d'Auvergne (mort en 841)            | Gérard cte d'Auvergne (mort en 841) | Gérard cte d'Auvergne (mort en 841) | Gérard cte d'Auvergne (mort en 841)                                | Gérard cte d'Auvergne (mort en 841)                                |                                                                    |                                                                    | Guillaume cte d'Auvergne (mort en 846)                             | Guillaume cte d'Auvergne (mort en 846)                             | Guillaume cte d'Auvergne (mort en 846) | Guillaume cte d'Auvergne (mort en 846) | Guillaume cte d'Auvergne (mort en 846) | Guillaume cte d'Auvergne (mort en 846) |  |  |
| Rotrude (mort en 810) | Rotrude (mort en 810) | Rotrude (mort en 810) | Rotrude (mort en 810) | Rotrude (mort en 810)                 | Rotrude (mort en 810)                 |                                       |                                       | Rorgon Ier (mort en 840) comte du Maine | Rorgon Ier (mort en 840) comte du Maine | Rorgon Ier (mort en 840) comte du Maine | Rorgon Ier (mort en 840) comte du Maine | Rorgon Ier (mort en 840) comte du Maine                            | Rorgon Ier (mort en 840) comte du Maine                            |                                                                    |                                                                    | Bilichilde                                                         | Bilichilde                                                         | Bilichilde | Bilichilde | Bilichilde | Bilichilde |        |        |            |            |            |            |                                                   |                                                   | Ne (mort vers 823)                                | Ne (mort vers 823)                                | Ne (mort vers 823)                                | Ne (mort vers 823)                                | Ne (mort vers 823) | Ne (mort vers 823) |                                                |                                                |                                                |                                                | Gérard cte d'Auvergne (mort en 841)            | Gérard cte d'Auvergne (mort en 841)            | Gérard cte d'Auvergne (mort en 841) | Gérard cte d'Auvergne (mort en 841) | Gérard cte d'Auvergne (mort en 841)                                | Gérard cte d'Auvergne (mort en 841)                                |                                                                    |                                                                    | Guillaume cte d'Auvergne (mort en 846)                             | Guillaume cte d'Auvergne (mort en 846)                             | Guillaume cte d'Auvergne (mort en 846) | Guillaume cte d'Auvergne (mort en 846) | Guillaume cte d'Auvergne (mort en 846) | Guillaume cte d'Auvergne (mort en 846) |  |  |
|                       |                       |                       |                       |                                       |                                       |                                       |                                       |                                         |                                         |                                         |                                         |                                                                    |                                                                    |                                                                    |                                                                    |                                                                    |                                                                    |            |            |            |            |        |        |            |            |            |            |                                                   |                                                   |                                                   |                                                   |                                                   |                                                   |                    |                    |                                                |                                                |                                                |                                                |                                                |                                                |                                     |                                     |                                                                    |                                                                    |                                                                    |                                                                    |                                                                    |                                                                    |                                        |                                        |                                        |                                        |  |  |
|                       |                       |                       |                       |                                       |                                       |                                       |                                       |                                         |                                         |                                         |                                         |                                                                    |                                                                    |                                                                    |                                                                    |                                                                    |                                                                    |            |            |            |            |        |        |            |            |            |            |                                                   |                                                   |                                                   |                                                   |                                                   |                                                   |                    |                    |                                                |                                                |                                                |                                                |                                                |                                                |                                     |                                     |                                                                    |                                                                    |                                                                    |                                                                    |                                                                    |                                                                    |                                        |                                        |                                        |                                        |  |  |
|                       |                       |                       |                       | Gauzlin (mort en 886) évêque de Paris | Gauzlin (mort en 886) évêque de Paris | Gauzlin (mort en 886) évêque de Paris | Gauzlin (mort en 886) évêque de Paris | Gauzlin (mort en 886) évêque de Paris   | Gauzlin (mort en 886) évêque de Paris   |                                         |                                         | Bernard le Poitevin comte de Poitiers (mort en 844)                | Bernard le Poitevin comte de Poitiers (mort en 844)                | Bernard le Poitevin comte de Poitiers (mort en 844)                | Bernard le Poitevin comte de Poitiers (mort en 844)                | Bernard le Poitevin comte de Poitiers (mort en 844)                | Bernard le Poitevin comte de Poitiers (mort en 844)                |            |            |            |            |        |        | Bilichilde | Bilichilde | Bilichilde | Bilichilde | Bilichilde                                        | Bilichilde                                        |                                                   |                                                   |                                                   |                                                   |                    |                    | Ramnulf Ier comte de Poitiers (vers 838 - 866) | Ramnulf Ier comte de Poitiers (vers 838 - 866) | Ramnulf Ier comte de Poitiers (vers 838 - 866) | Ramnulf Ier comte de Poitiers (vers 838 - 866) | Ramnulf Ier comte de Poitiers (vers 838 - 866) | Ramnulf Ier comte de Poitiers (vers 838 - 866) |                                     |                                     |                                                                    |                                                                    |                                                                    |                                                                    |                                                                    |                                                                    |                                        |                                        |                                        |                                        |  |  |
|                       |                       |                       |                       | Gauzlin (mort en 886) évêque de Paris | Gauzlin (mort en 886) évêque de Paris | Gauzlin (mort en 886) évêque de Paris | Gauzlin (mort en 886) évêque de Paris | Gauzlin (mort en 886) évêque de Paris   | Gauzlin (mort en 886) évêque de Paris   |                                         |                                         | Bernard le Poitevin comte de Poitiers (mort en 844)                | Bernard le Poitevin comte de Poitiers (mort en 844)                | Bernard le Poitevin comte de Poitiers (mort en 844)                | Bernard le Poitevin comte de Poitiers (mort en 844)                | Bernard le Poitevin comte de Poitiers (mort en 844)                | Bernard le Poitevin comte de Poitiers (mort en 844)                |            |            |            |            |        |        | Bilichilde | Bilichilde | Bilichilde | Bilichilde | Bilichilde                                        | Bilichilde                                        |                                                   |                                                   |                                                   |                                                   |                    |                    | Ramnulf Ier comte de Poitiers (vers 838 - 866) | Ramnulf Ier comte de Poitiers (vers 838 - 866) | Ramnulf Ier comte de Poitiers (vers 838 - 866) | Ramnulf Ier comte de Poitiers (vers 838 - 866) | Ramnulf Ier comte de Poitiers (vers 838 - 866) | Ramnulf Ier comte de Poitiers (vers 838 - 866) |                                     |                                     |                                                                    |                                                                    |                                                                    |                                                                    |                                                                    |                                                                    |                                        |                                        |                                        |                                        |  |  |
|                       |                       |                       |                       |                                       |                                       |                                       |                                       |                                         |                                         |                                         |                                         |                                                                    |                                                                    |                                                                    |                                                                    |                                                                    |                                                                    |            |            |            |            |        |        |            |            |            |            |                                                   |                                                   |                                                   |                                                   |                                                   |                                                   |                    |                    |                                                |                                                |                                                |                                                |                                                |                                                |                                     |                                     |                                                                    |                                                                    |                                                                    |                                                                    |                                                                    |                                                                    |                                        |                                        |                                        |                                        |  |  |
|                       |                       |                       |                       |                                       |                                       |                                       |                                       |                                         |                                         |                                         |                                         |                                                                    |                                                                    |                                                                    |                                                                    |                                                                    |                                                                    |            |            |            |            |        |        |            |            |            |            |                                                   |                                                   |                                                   |                                                   |                                                   |                                                   |                    |                    |                                                |                                                |                                                |                                                |                                                |                                                |                                     |                                     |                                                                    |                                                                    |                                                                    |                                                                    |                                                                    |                                                                    |                                        |                                        |                                        |                                        |  |  |
|                       |                       |                       |                       |                                       |                                       |                                       |                                       |                                         |                                         |                                         |                                         | Bernard de Gothie (mort en 879) comte de Poitiers neveu de Gauzlin | Bernard de Gothie (mort en 879) comte de Poitiers neveu de Gauzlin | Bernard de Gothie (mort en 879) comte de Poitiers neveu de Gauzlin | Bernard de Gothie (mort en 879) comte de Poitiers neveu de Gauzlin | Bernard de Gothie (mort en 879) comte de Poitiers neveu de Gauzlin | Bernard de Gothie (mort en 879) comte de Poitiers neveu de Gauzlin |            |            | Émenon     | Émenon     | Émenon | Émenon | Émenon     | Émenon     |            |            | Ramnulf II (mort le 5 août 890) comte de Poitiers | Ramnulf II (mort le 5 août 890) comte de Poitiers | Ramnulf II (mort le 5 août 890) comte de Poitiers | Ramnulf II (mort le 5 août 890) comte de Poitiers | Ramnulf II (mort le 5 août 890) comte de Poitiers | Ramnulf II (mort le 5 août 890) comte de Poitiers |                    |                    | Gauzbert (mort en 892)                         | Gauzbert (mort en 892)                         | Gauzbert (mort en 892)                         | Gauzbert (mort en 892)                         | Gauzbert (mort en 892)                         | Gauzbert (mort en 892)                         |                                     |                                     | Ebles (mort le 2 octobre 892) abbé de Saint-Denis neveu de Gauzlin | Ebles (mort le 2 octobre 892) abbé de Saint-Denis neveu de Gauzlin | Ebles (mort le 2 octobre 892) abbé de Saint-Denis neveu de Gauzlin | Ebles (mort le 2 octobre 892) abbé de Saint-Denis neveu de Gauzlin | Ebles (mort le 2 octobre 892) abbé de Saint-Denis neveu de Gauzlin | Ebles (mort le 2 octobre 892) abbé de Saint-Denis neveu de Gauzlin |                                        |                                        |                                        |                                        |  |  |

Otto-Gerhart Oexle a légèrement corrigé cette généalogie en rappelant qu'aucun texte ne nomme la mère de Ramnulf II, pas plus qu'il n'y en a pour affirmer que Bilichilde se soit remariée après son veuvage d'avec Bernard le Poitevin. L'épouse de Ramnulf Ier pourrait aussi bien être une sœur de Bilichilde, peut-être du nom d'Adaltrude.

### L'hypothèse de Settipani
Christian Settipani a fait remarquer que cette construction pose plusieurs problèmes :
- la date de naissance de Ramnulf Ier : si par sa mère il est petit-fils de Pépin Ier d'Aquitaine et de Raingarde, il peut difficilement être né avant 838, date où sa mère aurait au plus quinze ans. Cette date de naissance rend improbable la nomination de Ramnulf comme comte de Poitiers en 839 (selon Adémar de Chabannes) ou même en 854 : on ne nomme pas un noble de seize ans à la tête d'un comté particulièrement exposé aux incursions vikings. Certains historiens ont considéré que gener était à prendre au sens de « beau-frère », mais le contexte milite plus en faveur du sens de « gendre ». La conclusion de Christian Settipani est de dire que Ramnulf Ier est issu d'un premier mariage de Gérard d'Auvergne[17] ;
- le mariage entre Ramnulf Ier et une fille du comte Rorgon Ier du Maine induit entre Ramnulf et Raino/Ragenold un lien de cousinage par alliance qui ne correspond pas aux différents sens de consanguineus. La conclusion de Christian Settipani est que c'est Ramnulf qui est le cousin des comtes du Maine et non son épouse. Il propose de voir en la mère de Ramnulf une femme issue des comtes du Maine. Le mot latin nepos signifie « neveu », mais peut aussi prendre le sens de « petit-fils » ou de « petit-neveu ». Selon ce dernier sens, les autres étant exclus, la mère de Ramnulf serait fille de Rorgon Ier et de Rotrude, plutôt que de Bilichilde, pour des raisons chronologiques[18]. Il propose de la nommer Adaltrude[16] ;
- enfin la reconstruction précédente ne tient pas compte du lien de cousinage entre Ramnulf II et Guillaume le Pieux. La proposition de Christian Settipani est de voir en la mère de Ramnulf II une tante de Guillaume le Pieux. Il suppose une tante paternelle pour expliquer la transmission du prénom de Guillaume, bien que ce prénom existe déjà dans la famille en la personne du frère de Gérard d'Auvergne[19].

Ces hypothèses donnent le tableau suivant :
|                                               |                                               |                                               |                                               |                                                |                                                |                                                |                                                |                                                |                                                |                                 |                                 |                                                      |                                                      |                                                      |                                                      |                                                      |                                                      |                  |                  |                                   |                                   |                                   |                                   |                                                                         |                                                                         | Charlemagne († 814) empereur                                            |                                                                         |                                                                         |                                                                         |                                     |                                     |                                                                       |                                                                       |                                                                       |                                                                       |                                                                       |                                                                       |             |             |             |             |                                   |                                   |                                                              |                                                              |                                                              |                                                              |                                                              |                                                              |             |             |                                 |                                 |                                 |                                 |                                 |                                 |            |            |  |  |                                     |                                     |                                     |                                     |                                     |                                     |  |  |  |  |  |  |  |  |  |  |  |  |  |  |  |  |
|                                               |                                               |                                               |                                               |                                                |                                                |                                                |                                                |                                                |                                                |                                 |                                 |                                                      |                                                      |                                                      |                                                      |                                                      |                                                      |                  |                  |                                   |                                   |                                   |                                   |                                                                         |                                                                         |                                                                         |                                                                         |                                                                         |                                                                         |                                     |                                     |                                                                       |                                                                       |                                                                       |                                                                       |                                                                       |                                                                       |             |             |             |             |                                   |                                   |                                                              |                                                              |                                                              |                                                              |                                                              |                                                              |             |             |                                 |                                 |                                 |                                 |                                 |                                 |            |            |  |  |                                     |                                     |                                     |                                     |                                     |                                     |  |  |  |  |  |  |  |  |  |  |  |  |  |  |  |  |
|                                               |                                               |                                               |                                               |                                                |                                                |                                                |                                                |                                                |                                                |                                 |                                 |                                                      |                                                      |                                                      |                                                      |                                                      |                                                      |                  |                  |                                   |                                   |                                   |                                   |                                                                         |                                                                         |                                                                         |                                                                         |                                                                         |                                                                         |                                     |                                     |                                                                       |                                                                       |                                                                       |                                                                       |                                                                       |                                                                       |             |             |             |             |                                   |                                   |                                                              |                                                              |                                                              |                                                              |                                                              |                                                              |             |             |                                 |                                 |                                 |                                 |                                 |                                 |            |            |  |  |                                     |                                     |                                     |                                     |                                     |                                     |  |  |  |  |  |  |  |  |  |  |  |  |  |  |  |  |
|                                               |                                               |                                               |                                               | Thierry Ier comte d'Autun                      | Thierry Ier comte d'Autun                      | Thierry Ier comte d'Autun                      | Thierry Ier comte d'Autun                      | Thierry Ier comte d'Autun                      | Thierry Ier comte d'Autun                      |                                 |                                 | Alda (v. 755 †) fille de Charles Martel              | Alda (v. 755 †) fille de Charles Martel              | Alda (v. 755 †) fille de Charles Martel              | Alda (v. 755 †) fille de Charles Martel              | Alda (v. 755 †) fille de Charles Martel              | Alda (v. 755 †) fille de Charles Martel              |                  |                  | Louis le Pieux († 840) empereur   | Louis le Pieux († 840) empereur   | Louis le Pieux († 840) empereur   | Louis le Pieux († 840) empereur   | Louis le Pieux († 840) empereur                                         | Louis le Pieux († 840) empereur                                         |                                                                         |                                                                         |                                                                         |                                                                         |                                     |                                     |                                                                       |                                                                       |                                                                       |                                                                       |                                                                       |                                                                       |             |             |             |             |                                   |                                   |                                                              |                                                              | Gauzlin Ier                                                  | Gauzlin Ier                                                  | Gauzlin Ier                                                  | Gauzlin Ier                                                  | Gauzlin Ier | Gauzlin Ier |                                 |                                 | Adaltrude                       | Adaltrude                       | Adaltrude                       | Adaltrude                       | Adaltrude  | Adaltrude  |  |  |                                     |                                     |                                     |                                     |                                     |                                     |  |  |  |  |  |  |  |  |  |  |  |  |  |  |  |  |
|                                               |                                               |                                               |                                               | Thierry Ier comte d'Autun                      | Thierry Ier comte d'Autun                      | Thierry Ier comte d'Autun                      | Thierry Ier comte d'Autun                      | Thierry Ier comte d'Autun                      | Thierry Ier comte d'Autun                      |                                 |                                 | Alda (v. 755 †) fille de Charles Martel              | Alda (v. 755 †) fille de Charles Martel              | Alda (v. 755 †) fille de Charles Martel              | Alda (v. 755 †) fille de Charles Martel              | Alda (v. 755 †) fille de Charles Martel              | Alda (v. 755 †) fille de Charles Martel              |                  |                  | Louis le Pieux († 840) empereur   | Louis le Pieux († 840) empereur   | Louis le Pieux († 840) empereur   | Louis le Pieux († 840) empereur   | Louis le Pieux († 840) empereur                                         | Louis le Pieux († 840) empereur                                         |                                                                         |                                                                         |                                                                         |                                                                         |                                     |                                     |                                                                       |                                                                       |                                                                       |                                                                       |                                                                       |                                                                       |             |             |             |             |                                   |                                   |                                                              |                                                              | Gauzlin Ier                                                  | Gauzlin Ier                                                  | Gauzlin Ier                                                  | Gauzlin Ier                                                  | Gauzlin Ier | Gauzlin Ier |                                 |                                 | Adaltrude                       | Adaltrude                       | Adaltrude                       | Adaltrude                       | Adaltrude  | Adaltrude  |  |  |                                     |                                     |                                     |                                     |                                     |                                     |  |  |  |  |  |  |  |  |  |  |  |  |  |  |  |  |
|                                               |                                               |                                               |                                               |                                                |                                                |                                                |                                                |                                                |                                                |                                 |                                 |                                                      |                                                      |                                                      |                                                      |                                                      |                                                      |                  |                  |                                   |                                   |                                   |                                   |                                                                         |                                                                         |                                                                         |                                                                         |                                                                         |                                                                         |                                     |                                     |                                                                       |                                                                       |                                                                       |                                                                       |                                                                       |                                                                       |             |             |             |             |                                   |                                   |                                                              |                                                              |                                                              |                                                              |                                                              |                                                              |             |             |                                 |                                 |                                 |                                 |                                 |                                 |            |            |  |  |                                     |                                     |                                     |                                     |                                     |                                     |  |  |  |  |  |  |  |  |  |  |  |  |  |  |  |  |
|                                               |                                               |                                               |                                               |                                                |                                                |                                                |                                                |                                                |                                                |                                 |                                 |                                                      |                                                      |                                                      |                                                      |                                                      |                                                      |                  |                  |                                   |                                   |                                   |                                   |                                                                         |                                                                         |                                                                         |                                                                         |                                                                         |                                                                         |                                     |                                     |                                                                       |                                                                       |                                                                       |                                                                       |                                                                       |                                                                       |             |             |             |             |                                   |                                   |                                                              |                                                              |                                                              |                                                              |                                                              |                                                              |             |             |                                 |                                 |                                 |                                 |                                 |                                 |            |            |  |  |                                     |                                     |                                     |                                     |                                     |                                     |  |  |  |  |  |  |  |  |  |  |  |  |  |  |  |  |
|                                               |                                               |                                               |                                               | Guillaume de Gellone († 813) comte de Toulouse | Guillaume de Gellone († 813) comte de Toulouse | Guillaume de Gellone († 813) comte de Toulouse | Guillaume de Gellone († 813) comte de Toulouse | Guillaume de Gellone († 813) comte de Toulouse | Guillaume de Gellone († 813) comte de Toulouse |                                 |                                 | Alleaume d'Autun grand-père de Bernard le Poitevin ? | Alleaume d'Autun grand-père de Bernard le Poitevin ? | Alleaume d'Autun grand-père de Bernard le Poitevin ? | Alleaume d'Autun grand-père de Bernard le Poitevin ? | Alleaume d'Autun grand-père de Bernard le Poitevin ? | Alleaume d'Autun grand-père de Bernard le Poitevin ? |                  |                  | Pépin Ier († 838) roi d'Aquitaine | Pépin Ier († 838) roi d'Aquitaine | Pépin Ier († 838) roi d'Aquitaine | Pépin Ier († 838) roi d'Aquitaine | Pépin Ier († 838) roi d'Aquitaine                                       | Pépin Ier († 838) roi d'Aquitaine                                       |                                                                         |                                                                         |                                                                         |                                                                         | Rotrude († 810)                     | Rotrude († 810)                     | Rotrude († 810)                                                       | Rotrude († 810)                                                       | Rotrude († 810)                                                       | Rotrude († 810)                                                       |                                                                       |                                                                       |             |             |             |             | Rorgon Ier († 840) comte du Maine | Rorgon Ier († 840) comte du Maine | Rorgon Ier († 840) comte du Maine                            | Rorgon Ier († 840) comte du Maine                            | Rorgon Ier († 840) comte du Maine                            | Rorgon Ier († 840) comte du Maine                            |                                                              |                                                              |             |             |                                 |                                 | Bilichilde                      | Bilichilde                      | Bilichilde                      | Bilichilde                      | Bilichilde | Bilichilde |  |  | Hervé                               | Hervé                               | Hervé                               | Hervé                               | Hervé                               | Hervé                               |  |  |  |  |  |  |  |  |  |  |  |  |  |  |  |  |
|                                               |                                               |                                               |                                               | Guillaume de Gellone († 813) comte de Toulouse | Guillaume de Gellone († 813) comte de Toulouse | Guillaume de Gellone († 813) comte de Toulouse | Guillaume de Gellone († 813) comte de Toulouse | Guillaume de Gellone († 813) comte de Toulouse | Guillaume de Gellone († 813) comte de Toulouse |                                 |                                 | Alleaume d'Autun grand-père de Bernard le Poitevin ? | Alleaume d'Autun grand-père de Bernard le Poitevin ? | Alleaume d'Autun grand-père de Bernard le Poitevin ? | Alleaume d'Autun grand-père de Bernard le Poitevin ? | Alleaume d'Autun grand-père de Bernard le Poitevin ? | Alleaume d'Autun grand-père de Bernard le Poitevin ? |                  |                  | Pépin Ier († 838) roi d'Aquitaine | Pépin Ier († 838) roi d'Aquitaine | Pépin Ier († 838) roi d'Aquitaine | Pépin Ier († 838) roi d'Aquitaine | Pépin Ier († 838) roi d'Aquitaine                                       | Pépin Ier († 838) roi d'Aquitaine                                       |                                                                         |                                                                         |                                                                         |                                                                         | Rotrude († 810)                     | Rotrude († 810)                     | Rotrude († 810)                                                       | Rotrude († 810)                                                       | Rotrude († 810)                                                       | Rotrude († 810)                                                       |                                                                       |                                                                       |             |             |             |             | Rorgon Ier († 840) comte du Maine | Rorgon Ier († 840) comte du Maine | Rorgon Ier († 840) comte du Maine                            | Rorgon Ier († 840) comte du Maine                            | Rorgon Ier († 840) comte du Maine                            | Rorgon Ier († 840) comte du Maine                            |                                                              |                                                              |             |             |                                 |                                 | Bilichilde                      | Bilichilde                      | Bilichilde                      | Bilichilde                      | Bilichilde | Bilichilde |  |  | Hervé                               | Hervé                               | Hervé                               | Hervé                               | Hervé                               | Hervé                               |  |  |  |  |  |  |  |  |  |  |  |  |  |  |  |  |
|                                               |                                               |                                               |                                               |                                                |                                                |                                                |                                                |                                                |                                                |                                 |                                 |                                                      |                                                      |                                                      |                                                      |                                                      |                                                      |                  |                  |                                   |                                   |                                   |                                   |                                                                         |                                                                         |                                                                         |                                                                         |                                                                         |                                                                         |                                     |                                     |                                                                       |                                                                       |                                                                       |                                                                       |                                                                       |                                                                       |             |             |             |             |                                   |                                   |                                                              |                                                              |                                                              |                                                              |                                                              |                                                              |             |             |                                 |                                 |                                 |                                 |                                 |                                 |            |            |  |  |                                     |                                     |                                     |                                     |                                     |                                     |  |  |  |  |  |  |  |  |  |  |  |  |  |  |  |  |
|                                               |                                               |                                               |                                               |                                                |                                                |                                                |                                                |                                                |                                                |                                 |                                 |                                                      |                                                      |                                                      |                                                      |                                                      |                                                      |                  |                  |                                   |                                   |                                   |                                   |                                                                         |                                                                         |                                                                         |                                                                         |                                                                         |                                                                         |                                     |                                     |                                                                       |                                                                       |                                                                       |                                                                       |                                                                       |                                                                       |             |             |             |             |                                   |                                   |                                                              |                                                              |                                                              |                                                              |                                                              |                                                              |             |             |                                 |                                 |                                 |                                 |                                 |                                 |            |            |  |  |                                     |                                     |                                     |                                     |                                     |                                     |  |  |  |  |  |  |  |  |  |  |  |  |  |  |  |  |
|                                               |                                               |                                               |                                               | Bernard († 844) marquis de Septimanie          | Bernard († 844) marquis de Septimanie          | Bernard († 844) marquis de Septimanie          | Bernard († 844) marquis de Septimanie          | Bernard († 844) marquis de Septimanie          | Bernard († 844) marquis de Septimanie          |                                 |                                 | Guillaume Ier comte d'Auvergne († 846)               | Guillaume Ier comte d'Auvergne († 846)               | Guillaume Ier comte d'Auvergne († 846)               | Guillaume Ier comte d'Auvergne († 846)               | Guillaume Ier comte d'Auvergne († 846)               | Guillaume Ier comte d'Auvergne († 846)               |                  |                  | Ne (v. 823 †)                     | Ne (v. 823 †)                     | Ne (v. 823 †)                     | Ne (v. 823 †)                     | Ne (v. 823 †)                                                           | Ne (v. 823 †)                                                           |                                                                         |                                                                         | Gérard Ier comte d'Auvergne († 841)                                     | Gérard Ier comte d'Auvergne († 841)                                     | Gérard Ier comte d'Auvergne († 841) | Gérard Ier comte d'Auvergne († 841) | Gérard Ier comte d'Auvergne († 841)                                   | Gérard Ier comte d'Auvergne († 841)                                   |                                                                       |                                                                       | (Adaltrude)                                                           | (Adaltrude)                                                           | (Adaltrude) | (Adaltrude) | (Adaltrude) | (Adaltrude) |                                   |                                   | Bilichilde x Bernard le Poitevin comte de Poitiers           | Bilichilde x Bernard le Poitevin comte de Poitiers           | Bilichilde x Bernard le Poitevin comte de Poitiers           | Bilichilde x Bernard le Poitevin comte de Poitiers           | Bilichilde x Bernard le Poitevin comte de Poitiers           | Bilichilde x Bernard le Poitevin comte de Poitiers           |             |             | Gauzlin († 886) évêque de Paris | Gauzlin († 886) évêque de Paris | Gauzlin († 886) évêque de Paris | Gauzlin († 886) évêque de Paris | Gauzlin († 886) évêque de Paris | Gauzlin († 886) évêque de Paris |            |            |  |  | Raino Ier († 844) comte d'Herbauges | Raino Ier († 844) comte d'Herbauges | Raino Ier († 844) comte d'Herbauges | Raino Ier († 844) comte d'Herbauges | Raino Ier († 844) comte d'Herbauges | Raino Ier († 844) comte d'Herbauges |  |  |  |  |  |  |  |  |  |  |  |  |  |  |  |  |
|                                               |                                               |                                               |                                               | Bernard († 844) marquis de Septimanie          | Bernard († 844) marquis de Septimanie          | Bernard († 844) marquis de Septimanie          | Bernard († 844) marquis de Septimanie          | Bernard († 844) marquis de Septimanie          | Bernard († 844) marquis de Septimanie          |                                 |                                 | Guillaume Ier comte d'Auvergne († 846)               | Guillaume Ier comte d'Auvergne († 846)               | Guillaume Ier comte d'Auvergne († 846)               | Guillaume Ier comte d'Auvergne († 846)               | Guillaume Ier comte d'Auvergne († 846)               | Guillaume Ier comte d'Auvergne († 846)               |                  |                  | Ne (v. 823 †)                     | Ne (v. 823 †)                     | Ne (v. 823 †)                     | Ne (v. 823 †)                     | Ne (v. 823 †)                                                           | Ne (v. 823 †)                                                           |                                                                         |                                                                         | Gérard Ier comte d'Auvergne († 841)                                     | Gérard Ier comte d'Auvergne († 841)                                     | Gérard Ier comte d'Auvergne († 841) | Gérard Ier comte d'Auvergne († 841) | Gérard Ier comte d'Auvergne († 841)                                   | Gérard Ier comte d'Auvergne († 841)                                   |                                                                       |                                                                       | (Adaltrude)                                                           | (Adaltrude)                                                           | (Adaltrude) | (Adaltrude) | (Adaltrude) | (Adaltrude) |                                   |                                   | Bilichilde x Bernard le Poitevin comte de Poitiers           | Bilichilde x Bernard le Poitevin comte de Poitiers           | Bilichilde x Bernard le Poitevin comte de Poitiers           | Bilichilde x Bernard le Poitevin comte de Poitiers           | Bilichilde x Bernard le Poitevin comte de Poitiers           | Bilichilde x Bernard le Poitevin comte de Poitiers           |             |             | Gauzlin († 886) évêque de Paris | Gauzlin († 886) évêque de Paris | Gauzlin († 886) évêque de Paris | Gauzlin († 886) évêque de Paris | Gauzlin († 886) évêque de Paris | Gauzlin († 886) évêque de Paris |            |            |  |  | Raino Ier († 844) comte d'Herbauges | Raino Ier († 844) comte d'Herbauges | Raino Ier († 844) comte d'Herbauges | Raino Ier († 844) comte d'Herbauges | Raino Ier († 844) comte d'Herbauges | Raino Ier († 844) comte d'Herbauges |  |  |  |  |  |  |  |  |  |  |  |  |  |  |  |  |
|                                               |                                               |                                               |                                               |                                                |                                                |                                                |                                                |                                                |                                                |                                 |                                 |                                                      |                                                      |                                                      |                                                      |                                                      |                                                      |                  |                  |                                   |                                   |                                   |                                   |                                                                         |                                                                         |                                                                         |                                                                         |                                                                         |                                                                         |                                     |                                     |                                                                       |                                                                       |                                                                       |                                                                       |                                                                       |                                                                       |             |             |             |             |                                   |                                   |                                                              |                                                              |                                                              |                                                              |                                                              |                                                              |             |             |                                 |                                 |                                 |                                 |                                 |                                 |            |            |  |  |                                     |                                     |                                     |                                     |                                     |                                     |  |  |  |  |  |  |  |  |  |  |  |  |  |  |  |  |
|                                               |                                               |                                               |                                               |                                                |                                                |                                                |                                                |                                                |                                                |                                 |                                 |                                                      |                                                      |                                                      |                                                      |                                                      |                                                      |                  |                  |                                   |                                   |                                   |                                   |                                                                         |                                                                         |                                                                         |                                                                         |                                                                         |                                                                         |                                     |                                     |                                                                       |                                                                       |                                                                       |                                                                       |                                                                       |                                                                       |             |             |             |             |                                   |                                   |                                                              |                                                              |                                                              |                                                              |                                                              |                                                              |             |             |                                 |                                 |                                 |                                 |                                 |                                 |            |            |  |  |                                     |                                     |                                     |                                     |                                     |                                     |  |  |  |  |  |  |  |  |  |  |  |  |  |  |  |  |
| Bernard Plantevelue († 886) marquis de Gothie | Bernard Plantevelue († 886) marquis de Gothie | Bernard Plantevelue († 886) marquis de Gothie | Bernard Plantevelue († 886) marquis de Gothie | Bernard Plantevelue († 886) marquis de Gothie  | Bernard Plantevelue († 886) marquis de Gothie  |                                                |                                                | Guillaume de Septimanie († 850)                | Guillaume de Septimanie († 850)                | Guillaume de Septimanie († 850) | Guillaume de Septimanie († 850) | Guillaume de Septimanie († 850)                      | Guillaume de Septimanie († 850)                      |                                                      |                                                      | Ne                                                   | Ne                                                   | Ne               | Ne               | Ne                                | Ne                                |                                   |                                   |                                                                         |                                                                         |                                                                         |                                                                         |                                                                         |                                                                         |                                     |                                     | Ramnulf Ier comte de Poitiers (v. 825 † 866) consaguineus de Raino II | Ramnulf Ier comte de Poitiers (v. 825 † 866) consaguineus de Raino II | Ramnulf Ier comte de Poitiers (v. 825 † 866) consaguineus de Raino II | Ramnulf Ier comte de Poitiers (v. 825 † 866) consaguineus de Raino II | Ramnulf Ier comte de Poitiers (v. 825 † 866) consaguineus de Raino II | Ramnulf Ier comte de Poitiers (v. 825 † 866) consaguineus de Raino II |             |             |             |             |                                   |                                   | Bernard de Gothie († 879) comte de Poitiers neveu de Gauzlin | Bernard de Gothie († 879) comte de Poitiers neveu de Gauzlin | Bernard de Gothie († 879) comte de Poitiers neveu de Gauzlin | Bernard de Gothie († 879) comte de Poitiers neveu de Gauzlin | Bernard de Gothie († 879) comte de Poitiers neveu de Gauzlin | Bernard de Gothie († 879) comte de Poitiers neveu de Gauzlin |             |             | Émenon                          | Émenon                          | Émenon                          | Émenon                          | Émenon                          | Émenon                          |            |            |  |  | Raino II († 885) comte d'Herbauges  | Raino II († 885) comte d'Herbauges  | Raino II († 885) comte d'Herbauges  | Raino II († 885) comte d'Herbauges  | Raino II († 885) comte d'Herbauges  | Raino II († 885) comte d'Herbauges  |  |  |  |  |  |  |  |  |  |  |  |  |  |  |  |  |
| Bernard Plantevelue († 886) marquis de Gothie | Bernard Plantevelue († 886) marquis de Gothie | Bernard Plantevelue († 886) marquis de Gothie | Bernard Plantevelue († 886) marquis de Gothie | Bernard Plantevelue († 886) marquis de Gothie  | Bernard Plantevelue († 886) marquis de Gothie  |                                                |                                                | Guillaume de Septimanie († 850)                | Guillaume de Septimanie († 850)                | Guillaume de Septimanie († 850) | Guillaume de Septimanie († 850) | Guillaume de Septimanie († 850)                      | Guillaume de Septimanie († 850)                      |                                                      |                                                      | Ne                                                   | Ne                                                   | Ne               | Ne               | Ne                                | Ne                                |                                   |                                   |                                                                         |                                                                         |                                                                         |                                                                         |                                                                         |                                                                         |                                     |                                     | Ramnulf Ier comte de Poitiers (v. 825 † 866) consaguineus de Raino II | Ramnulf Ier comte de Poitiers (v. 825 † 866) consaguineus de Raino II | Ramnulf Ier comte de Poitiers (v. 825 † 866) consaguineus de Raino II | Ramnulf Ier comte de Poitiers (v. 825 † 866) consaguineus de Raino II | Ramnulf Ier comte de Poitiers (v. 825 † 866) consaguineus de Raino II | Ramnulf Ier comte de Poitiers (v. 825 † 866) consaguineus de Raino II |             |             |             |             |                                   |                                   | Bernard de Gothie († 879) comte de Poitiers neveu de Gauzlin | Bernard de Gothie († 879) comte de Poitiers neveu de Gauzlin | Bernard de Gothie († 879) comte de Poitiers neveu de Gauzlin | Bernard de Gothie († 879) comte de Poitiers neveu de Gauzlin | Bernard de Gothie († 879) comte de Poitiers neveu de Gauzlin | Bernard de Gothie († 879) comte de Poitiers neveu de Gauzlin |             |             | Émenon                          | Émenon                          | Émenon                          | Émenon                          | Émenon                          | Émenon                          |            |            |  |  | Raino II († 885) comte d'Herbauges  | Raino II († 885) comte d'Herbauges  | Raino II († 885) comte d'Herbauges  | Raino II († 885) comte d'Herbauges  | Raino II († 885) comte d'Herbauges  | Raino II († 885) comte d'Herbauges  |  |  |  |  |  |  |  |  |  |  |  |  |  |  |  |  |
|                                               |                                               |                                               |                                               |                                                |                                                |                                                |                                                |                                                |                                                |                                 |                                 |                                                      |                                                      |                                                      |                                                      |                                                      |                                                      |                  |                  |                                   |                                   |                                   |                                   |                                                                         |                                                                         |                                                                         |                                                                         |                                                                         |                                                                         |                                     |                                     |                                                                       |                                                                       |                                                                       |                                                                       |                                                                       |                                                                       |             |             |             |             |                                   |                                   |                                                              |                                                              |                                                              |                                                              |                                                              |                                                              |             |             |                                 |                                 |                                 |                                 |                                 |                                 |            |            |  |  |                                     |                                     |                                     |                                     |                                     |                                     |  |  |  |  |  |  |  |  |  |  |  |  |  |  |  |  |
|                                               |                                               |                                               |                                               |                                                |                                                |                                                |                                                |                                                |                                                |                                 |                                 |                                                      |                                                      |                                                      |                                                      |                                                      |                                                      |                  |                  |                                   |                                   |                                   |                                   |                                                                         |                                                                         |                                                                         |                                                                         |                                                                         |                                                                         |                                     |                                     |                                                                       |                                                                       |                                                                       |                                                                       |                                                                       |                                                                       |             |             |             |             |                                   |                                   |                                                              |                                                              |                                                              |                                                              |                                                              |                                                              |             |             |                                 |                                 |                                 |                                 |                                 |                                 |            |            |  |  |                                     |                                     |                                     |                                     |                                     |                                     |  |  |  |  |  |  |  |  |  |  |  |  |  |  |  |  |
| Guillaume le Pieux († 918) duc d'Aquitaine    | Guillaume le Pieux († 918) duc d'Aquitaine    | Guillaume le Pieux († 918) duc d'Aquitaine    | Guillaume le Pieux († 918) duc d'Aquitaine    | Guillaume le Pieux († 918) duc d'Aquitaine     | Guillaume le Pieux († 918) duc d'Aquitaine     |                                                |                                                |                                                |                                                |                                 |                                 |                                                      |                                                      |                                                      |                                                      | Gauzbert († 892)                                     | Gauzbert († 892)                                     | Gauzbert († 892) | Gauzbert († 892) | Gauzbert († 892)                  | Gauzbert († 892)                  |                                   |                                   | Ramnulf II († 5 août 890) comte de Poitiers consaguineus Guil. le Pieux | Ramnulf II († 5 août 890) comte de Poitiers consaguineus Guil. le Pieux | Ramnulf II († 5 août 890) comte de Poitiers consaguineus Guil. le Pieux | Ramnulf II († 5 août 890) comte de Poitiers consaguineus Guil. le Pieux | Ramnulf II († 5 août 890) comte de Poitiers consaguineus Guil. le Pieux | Ramnulf II († 5 août 890) comte de Poitiers consaguineus Guil. le Pieux |                                     |                                     | Ebles († 2 octobre 892) abbé de Saint-Denis nepos Gauzlin             | Ebles († 2 octobre 892) abbé de Saint-Denis nepos Gauzlin             | Ebles († 2 octobre 892) abbé de Saint-Denis nepos Gauzlin             | Ebles († 2 octobre 892) abbé de Saint-Denis nepos Gauzlin             | Ebles († 2 octobre 892) abbé de Saint-Denis nepos Gauzlin             | Ebles († 2 octobre 892) abbé de Saint-Denis nepos Gauzlin             |             |             |             |             |                                   |                                   |                                                              |                                                              |                                                              |                                                              |                                                              |                                                              |             |             |                                 |                                 |                                 |                                 |                                 |                                 |            |            |  |  |                                     |                                     |                                     |                                     |                                     |                                     |  |  |  |  |  |  |  |  |  |  |  |  |  |  |  |  |
| Guillaume le Pieux († 918) duc d'Aquitaine    | Guillaume le Pieux († 918) duc d'Aquitaine    | Guillaume le Pieux († 918) duc d'Aquitaine    | Guillaume le Pieux († 918) duc d'Aquitaine    | Guillaume le Pieux († 918) duc d'Aquitaine     | Guillaume le Pieux († 918) duc d'Aquitaine     |                                                |                                                |                                                |                                                |                                 |                                 |                                                      |                                                      |                                                      |                                                      | Gauzbert († 892)                                     | Gauzbert († 892)                                     | Gauzbert († 892) | Gauzbert († 892) | Gauzbert († 892)                  | Gauzbert († 892)                  |                                   |                                   | Ramnulf II († 5 août 890) comte de Poitiers consaguineus Guil. le Pieux | Ramnulf II († 5 août 890) comte de Poitiers consaguineus Guil. le Pieux | Ramnulf II († 5 août 890) comte de Poitiers consaguineus Guil. le Pieux | Ramnulf II († 5 août 890) comte de Poitiers consaguineus Guil. le Pieux | Ramnulf II († 5 août 890) comte de Poitiers consaguineus Guil. le Pieux | Ramnulf II († 5 août 890) comte de Poitiers consaguineus Guil. le Pieux |                                     |                                     | Ebles († 2 octobre 892) abbé de Saint-Denis nepos Gauzlin             | Ebles († 2 octobre 892) abbé de Saint-Denis nepos Gauzlin             | Ebles († 2 octobre 892) abbé de Saint-Denis nepos Gauzlin             | Ebles († 2 octobre 892) abbé de Saint-Denis nepos Gauzlin             | Ebles († 2 octobre 892) abbé de Saint-Denis nepos Gauzlin             | Ebles († 2 octobre 892) abbé de Saint-Denis nepos Gauzlin             |             |             |             |             |                                   |                                   |                                                              |                                                              |                                                              |                                                              |                                                              |                                                              |             |             |                                 |                                 |                                 |                                 |                                 |                                 |            |            |  |  |                                     |                                     |                                     |                                     |                                     |                                     |  |  |  |  |  |  |  |  |  |  |  |  |  |  |  |  |
|                                               |                                               |                                               |                                               |                                                |                                                |                                                |                                                |                                                |                                                |                                 |                                 |                                                      |                                                      |                                                      |                                                      |                                                      |                                                      |                  |                  |                                   |                                   |                                   |                                   | Ebles Manzer († 934) comte de Poitiers                                  |                                                                         |                                                                         |                                                                         |                                                                         |                                                                         |                                     |                                     |                                                                       |                                                                       |                                                                       |                                                                       |                                                                       |                                                                       |             |             |             |             |                                   |                                   |                                                              |                                                              |                                                              |                                                              |                                                              |                                                              |             |             |                                 |                                 |                                 |                                 |                                 |                                 |            |            |  |  |                                     |                                     |                                     |                                     |                                     |                                     |  |  |  |  |  |  |  |  |  |  |  |  |  |  |  |  |
|                                               |                                               |                                               |                                               |                                                |                                                |                                                |                                                |                                                |                                                |                                 |                                 |                                                      |                                                      |                                                      |                                                      |                                                      |                                                      |                  |                  |                                   |                                   |                                   |                                   |                                                                         |                                                                         |                                                                         |                                                                         |                                                                         |                                                                         |                                     |                                     |                                                                       |                                                                       |                                                                       |                                                                       |                                                                       |                                                                       |             |             |             |             |                                   |                                   |                                                              |                                                              |                                                              |                                                              |                                                              |                                                              |             |             |                                 |                                 |                                 |                                 |                                 |                                 |            |            |  |  |                                     |                                     |                                     |                                     |                                     |                                     |  |  |  |  |  |  |  |  |  |  |  |  |  |  |  |  |
|                                               |                                               |                                               |                                               |                                                |                                                |                                                |                                                |                                                |                                                |                                 |                                 |                                                      |                                                      |                                                      |                                                      |                                                      |                                                      |                  |                  |                                   |                                   |                                   |                                   | Guillaume III († 963) comte de Poitiers                                 |                                                                         |                                                                         |                                                                         |                                                                         |                                                                         |                                     |                                     |                                                                       |                                                                       |                                                                       |                                                                       |                                                                       |                                                                       |             |             |             |             |                                   |                                   |                                                              |                                                              |                                                              |                                                              |                                                              |                                                              |             |             |                                 |                                 |                                 |                                 |                                 |                                 |            |            |  |  |                                     |                                     |                                     |                                     |                                     |                                     |  |  |  |  |  |  |  |  |  |  |  |  |  |  |  |  |